# 安徽省南陵中学
安徽省南陵中学是位于中华人民共和国安徽省芜湖市南陵县的一所公立高中。

## 历史沿革
- 民国28年（1939年）春天，南陵县召开了一次“抗敌委员会议”，会上提议创办一所县级初级中学，得到社会各界人士的赞成，会后随即进行了筹备和建设，并于同年秋天正式开学。
- 民国29年，由于遭敌寇轰炸，学校被迫解散。
- 民国30年，在当地人士的要求下，学校恢复。
- 民国33年，由于县城遭敌寇入侵，学校再次被迫解散。学校的物件被迁往泾县肖村。
- 民国35年，抗战胜利，学校迁回县城西门。
- 民国36年7月，学校迁至县城南门。
- 1949年，中华人民共和国的第一任南陵中学校长陈英笙将县内三所中学合并为“皖南区南陵中学”。后学校又改名为南陵县第一中学。
- 2009年，学校在校庆时正式更名为安徽省南陵中学，并迁往位于县城东郊的新校区。

## 杰出校友
- 王嵎生，中国外交官，国际问题研究学者。
- 萧琛，经济学家。
- 卢建新，物理学家。
- 王如云，物理学家。
- 刘学忠，航天工作者。